# Морозовская больница
Морозовская детская городская клиническая больница (бывшая Детская городская клиническая больница № 1) — государственное бюджетное учреждение здравоохранения Департамента здравоохранения города Москвы, крупнейшая стационарная многопрофильная детская больница. Основана в 1903 году. Расположена в районе Якиманка по адресу 4-й Добрынинский переулок, дом 1/9. Включает в себя более 1600 койко-мест (включая филиалы), 28 лечебных отделений, консультативно-диагностическую поликлинику, 7 вспомогательных отделений и служб.

## История

### Основание и начало работы

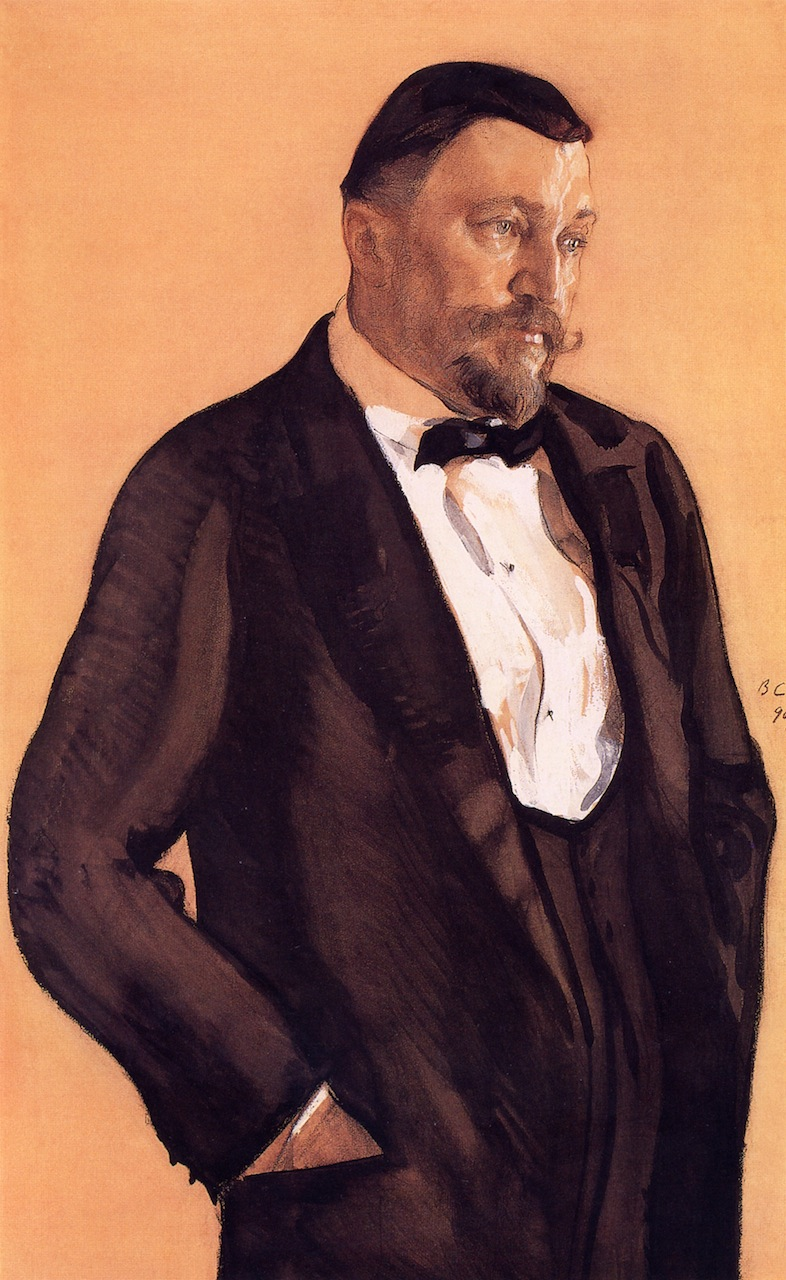
Купец и меценат Алексей Морозов

Исторически на месте современной Морозовской больницы располагался конный рынок, где торговали лошадьми, мясом, рождественскими ёлками, проходили общественные собрания и демонстрации. Здесь же в 1873 году был оглашён приговор революционеру Сергею Нечаеву.
В 1900 году московский меценат Алексей Викулович Морозов, представитель знаменитой купеческой династии Морозовых, принял решение о строительстве больницы для детей из малоимущих слоёв населения. Средства на строительство в размере 400 тысяч рублей ему завещал отец, предприниматель Викула Елисеевич Морозов, чьё имя впоследствии получила больница.
На рубеже XIX-XX веков в Москве часто случались эпидемии инфекционных заболеваний: кори, дифтерии, коклюша. Детей с инфекционными болезнями принимали только в больнице святого Владимира, в то время как население города постоянно росло. Изначально планировалось строительство инфекционной больницы с отделениями для неинфекционных больных на 150 коек, однако Комитет общественного здравия увеличил их число до 340.
По плану Морозова, лечение в больнице было бесплатным. Главным архитектором стал мастер русского модерна Илларион Иванов-Шиц. Главным врачом назначался бывший старший врач Больницы святого Владимира Николай Алексеев..
Закладка больницы состоялась 26 августа 1900 года. Незадолго до этого на деньги Морозова в длительную командировку в Италию, Германию и Швейцарию был отправлен московский детский хирург Тимофей Краснобаев. Во избежание перекрёстного заражения под каждую инфекцию строился отдельный павильон с жилыми помещениями для нянь и фельдшеров-надзирательниц.
В 1902 году, в разгар строительства, начала работу амбулатория больницы: в ней ежедневно принимали до 500 детей. При входе каждого пациента сопровождали привратник и фельдшер и направляли в нужный корпус. Приём в амбулатории вели педиатр, инфекционист и хирург. Также были оборудованы операционная, прививочный кабинет для вакцинации от оспы, лаборатория, аптека и библиотека медицинской литературы. В 1903 году открылись корпуса для больных дифтерией, скарлатиной и смешанными инфекциями.
В 1906 году строительство всего больничного комплекса было завершено. Он включал в себя 9 лечебных корпусов, жилые корпуса для персонала, часовню, хозяйственные постройки. Также заработали хирургическое отделение и неотложная помощь. Ведущие врачи больницы — Тимофей Краснобаев, Владимир Колли, Борис Эгиз — занимались обучением молодых специалистов и руководили их медицинской практикой. Сёстры милосердия из общины «Утоли моя печали» работали в качестве младшего медицинского персонала.
В 1914 году в целях борьбы с ранней детской смертностью на средства купца Александра Карзинкина при Морозовской больнице была построена лечебница для младенцев на 15 мест с амбулаторией, молочной кухней и возможностью проживания кормилиц.
В годы Первой мировой войны больница частично была переоборудована в госпиталь для раненых.

### Советское время
После революционных событий 1917 года Морозовская больница продолжала свою работу под новым названием — Городская образцовая детская клиническая больница № 1. Открытие новых корпусов и отделений пришлось отложить до окончания Гражданской войны. В 1920-е годы больница стала базой кафедры детских болезней медицинского факультета Второго Московского государственного университета (впоследствии — кафедры детских болезней Медицинского университета имени Пирогова. В 1930-е годы в больнице открылись боксированные отделения, в том числе первые в СССР боксы с отдельным входом с улицы (так называемые Мельцеровские боксы), отоларингологическое и ревматологическое отделения, а с 1942 года — неврологическое. В 1936 году был организован пункт переливания крови. С 1937-го при больнице работало училище для подготовки медсестёр.
Во время Великой Отечественной войны часть персонала ушла на фронт, но больница не прекращала работу. В ночь на 23 июня 1941 года она чуть не была уничтожена во время одного из налётов люфтваффе, когда на корпуса обрушилось 200 зажигательных бомб. Тушением пожара занимались бойцы Московского комсомольско-молодежного полка противопожарной обороны: благодаря их действиям ни один человек не пострадал. Средний возраст молодых пожарных составлял 14-15 лет. Один из очевидцев событий вспоминал об этом так:
В Москве хорошо известна детская больница №1… Вечер. Воздушная тревога. По темному небу мечутся лучи прожекторов. Командир взвода отдает распоряжение бойцам. Постовые занимают на чердаке больницы свои места. Уже слышно, как с неба сыплются на крышу осколки зенитных снарядов. Но вдруг на этот мирный объект обрушились десятки зажигательных бомб. Одновременно возникло несколько очагов загораний, там, где не были выставлены посты из работников больницы. А когда гитлеровцы сбросили на больничные корпуса несколько фугасных бомб, обстановка еще более осложнилась. От высокой температуры лопались стекла и даже пузырилась и горела краска на стенах. Огонь и дым отрезали выход из загоревшегося здания. Языки пламени выбивались с чердака. Дым преградил путь к подвалу, где было оборудовано бомбоубежище. В этой сложной, можно сказать, драматической ситуации, когда счет шел буквально на секунды, бойцы роты принимали быстрые и верные решение. Один увлек детей за собой. За ним устремились другие бойцы, помогая детям выйти из очага пожара. Благодаря их бесстрашию и самообладанию ни один ребенок не пострадал.
В 1943 году при больнице открылся детский сад на 25 мест, в 1945 году — школы для подготовки среднего медицинского персонала, которые ежегодно выпускали по 60 человек. В том же 1945-м 560 сотрудников больницы были награждены медалью «За доблестный труд в Великой Отечественной войне 1941—1945 гг.».
В 1947 году в больнице открылось отделение для больных туберкулёзным менингитом и проведено первое успешное лечение пациентки с таким диагнозом — 10-летней Иры Цукерман. Стрептомицин для лечения приходилось заказывать из США, несмотря на начало холодной войны. Девочка выжила, но потеряла слух. Впоследствии Ирина Цукерман стала известным дефектологом.
В 1950-е годы в связи со вспышкой полиомиелита на базе неврологического отделения был создан республиканский центр для больных с бульбарной формой полиомиелита. На базе медицинской практики создавались монографии, посвящённые детским инфекциям. Постепенно больница становилась многопрофильной, на первый план выходила задача создания системы специализированной медицинской помощи детям. В 1953 году годы начало работу отделение офтальмологии, в 1962-м — кардиоревматологический диспансер, в 1963-м — отделение онкологии, в 1964-м — эндокринологии, в 1965-м — гематологии со специализацией на лечении лейкозов, в 1967-м — отделение для новорождённых с поражением нервной системы.
В 1960-е-1970-е годы производилась надстройка некоторых корпусов больницы до 2-3 этажа. В 1970 году открылись отделение патологии новорождённых, нейрохирургическое отделение и неврологическая поликлиника. В 1972 году завершилось строительство семиэтажного корпуса на более чем 300 коек, в 1976 году — патологоанатомического корпуса. На рубеже 1970-х-1980-х годов силами специалистов 2-го МОЛГМИ им. Н.И. Пирогова развивались неонатология, детская кардиология, совершенствовались методики диагностики детских инфекций.
В 1988 году была проведена реконструкция больницы: отреставрированы исторические здания, снесён корпус 1932 года, отремонтированы устаревшие инженерные коммуникации. Также был построен хирургический лечебно-диагностический корпус на 240 коек. Общая вместимость больницы уменьшилась с 1160 до 1050 коек.

### 1990-е и 2000-е
Постсоветская эпоха ознаменовалась развитием мер социальной защиты на базе больницы. В 1992 году психоневрологическое отделение было переоборудовано в реабилитационно-диагностический центр «Нежность» для детей-сирот. C 2002 года начало работу отделение для бездомных детей.
В 1993 году больнице вернули её историческое название, на фасаде административного корпуса была установлена мемориальная доска в память о Викуле Морозове.
С середины 1990-х годов на базе кафедры нервных болезней РГМУ имени Пирогова велись исследования эпилепсии у детей и подростков.
С 2008 года онкологическое и гематологическое отделения больницы сотрудничают с волонтёрской группой благотворительного фонда «Подари жизнь». Совместно с пациентами издаётся журнал «Морозовка».

## Современность

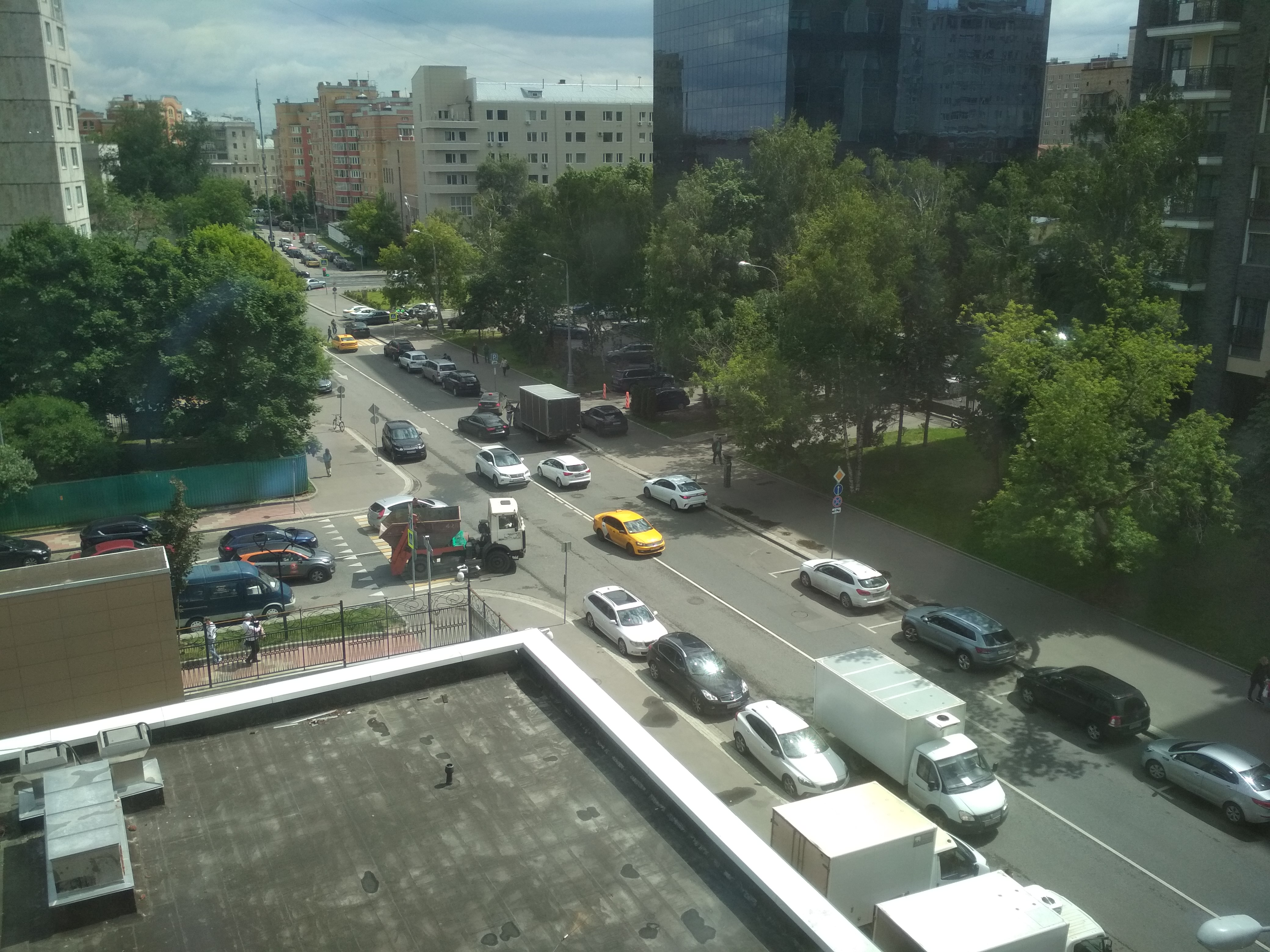
Вид из палаты нового корпуса

В настоящее время Морозовская больница представляет собой стационар на 1044 койки и состоит из 28 клинических и 10 вспомогательных отделений. Ежегодно получает помощь до 40 тысяч пациентов из Москвы, других регионов России и СНГ. Больница имеет возможность ежедневно госпитализировать до 140 детей..
С 2011 по 2015 годы в больнице было установлено более 2,5 тысячи различной медицинской техники, в том числе современные рентгеновские аппараты, магнитно-резонансный и компьютерный томографы. В ноябре 2014 года начал работу центр детской гастроэнтерология.
В апреле 2015 года в больнице открылось медико-генетическое отделение — Московский городской центр неонатального скрининга. Тогда же впервые в столице был организован единый референс-центр орфанных заболеваний, в частности, была систематизирована работа с больными муковисцидозом. В ноябре того же года хирурги Морозовской больницы провели уникальную операцию двухлетнему мальчику c саркомой печени.
В 2016 году отделение офтальмологии начало сотрудничество с волонтёрами молодёжного движения «Даниловцы», организующими творческие мастер-классы для пациентов.
В сентябре 2017 года был открыт новый современный корпус больницы на 500 коек. Его строительство было начато ещё в 2014 году на месте находившихся в аварийном состоянии корпусов 1930-х годов постройки, в которых было расположено Московское медицинское училище № 3. В день открытия нового корпуса его посетил лично мэр Москвы Сергей Собянин. Семиэтажное здание представляет собой многопрофильную клинику мирового уровня с отделениями отоларингологии, экстренной абдоминальной, торакальной и гнойной хирургии, урологии, эндокринологии, онкологии и гематологии с блоком интенсивной терапии, офтальмологии и микрохирургии глаза, трансплантации костного мозга, кардиоревматологии и пульмонологии, физиотерапии и лечебной физкультуры, нейрохирургии и нейроонкологии, реанимации и анестезиологии, двумя операционными блоками и клинико-диагностической лабораторией. В настоящее время планируется реставрация амбулаторного корпуса больницы, а также открытие современного радиологического корпуса.
В марте 2021 года начат ремонт в семиэтажном здании педиатрического корпуса №1 площадью 10,7 тыс. метров квадратных, построенного в 1971 году. В корпусе установлен компьютерный томограф, аппарат для проведения рентгенографии, четыре аппарата ультразвуковой диагностики, эндоскопическое оборудование и около тысячи единиц другого медицинского оборудования. Коридоры, палаты и холлы корпуса оформлены в сказочном стиле. Капитальный ремонт завершён в октябре 2022 года. Специализированную медицинскую помощь в отделениях обновлённого корпуса смогут получать до 15 тысяч пациентов в год